# Andrzej Kos
Andrzej Jan Kos (ur. 28 października 1954 w Sosnowcu) – polski elektronik, profesor zwyczajny od 2003, doktor habilitowany inżynier, pracownik Katedry Elektroniki Akademii Górniczo-Hutniczej w Krakowie, Kierownik Zespołu Nano- i Mikrosystemów.

## Życiorys
Absolwent Technikum Energetycznego w Sosnowcu i Akademii Górniczo-Hutniczej w Krakowie (1978). Jako student został odznaczony Medalem Staszica dla najlepszego studenta uczelni w roku akademickim 1977/78.
Doktoryzował się w AGH w 1983, zaś habilitował w 1994 w Politechnice Łódzkiej. Praca doktorska (1983) dotyczyła zwiększenia sprawności i niezawodności scalonych układów elektronicznych z uwzględnieniem procesów elektro-termicznych. Praca habilitacyjna (1994) poświęcona jest projektowaniu i optymalizacji scalonych systemów elektronicznych z wykorzystaniem zarówno klasycznych metod, jak i sztucznej inteligencji, w dużym stopniu przygotowana była w University of Manchester (UMIST). Tam też brał udział w projekcie dot. przedsiębiorczości akademickiej. Jest profesorem tytularnym nauk technicznych od 2001 r. ze specjalnością technologie informacyjne.
Członek Komitetu Elektroniki i Telekomunikacji PAN od 2003. Ekspert Komisji Europejskiej od 1999. Pracuje na Wydziale Informatyki, Elektroniki i Telekomunikacji AGH, w Katedrze Elektroniki. Pełni funkcję Kierownika Zespołu Nano- i Mikro-systemów. W latach 2005–2008 był prodziekanem ds. Nauki i współpracy z zagranicą.
W swoich badaniach naukowych prof. Andrzej Kos zajmuje się projektowaniem i szeroko rozumianym zastosowaniem w praktyce mikro- i nano-systemów jako warstwy fizycznej technologii informacyjnej. Między innymi wdrożył elektroniczny system bezpieczeństwa pracy pieców indukcyjnych o masie wkładu 8 t w latach 80. XX wieku w Fabryce Silników Elektrycznych TAMEL w Tarnowie. Jego zainteresowania naukowe dotyczą także inżynierii biomedycznej. Zastosował w praktyce termiczną matrycę odczytową (tablet) dla niewidomych, wykonaną wg swojego patentu. Termiczna matryca dla niewidomych uznana została za jedno z 10 najważniejszych wydarzeń w polskiej medycynie w 2011 r. przez portal Nauka w Polsce PAP (6 pozycja). Jest projektantem oryginalnego systemu bezpieczeństwa dla górnictwa podziemnego. Brał udział w pionierskim programie wprowadzania nauczania projektowania scalonych systemów elektronicznych w krajowych ośrodkach akademickich i przemysłowych – ADEC.
Prof. A. Kos prowadzi współpracę naukowo-badawczą i dydaktyczną z partnerami zagranicznymi, w tym z University of Ghent, Ecole Centrale d’Electronique – Paris, Aristotle University of Thessaloniki, Prowadzi wykłady dla studentów tych uczelni dotyczące projektowania bioelektronicznych systemów wielkiej skali integracji (nano-systemów).
Współpracuje także z polskimi partnerami: KOPEX MACHINERY SA, ELSTA ELEKTRONIKA, PAYDA ELECTRONICS, KONEL, Specjalnym Ośrodkiem Szkolno-Wychowawczym dla Dzieci Niewidomych i Słabowidzących w Krakowie. Jest zapraszany na wykłady dla uczniów szkół średnich, m.in. w Jarosławiu i Przemyślu. Odbył staże naukowe w różnych ośrodkach naukowych, m.in.: Technical University of Eindhoven, University of East England, Universite de Grenoble, Technische Universität Darmstadt, Helsinki University of Technology oraz w ośrodkach przemysłowych: w Ośrodku Badawczo-Rozwojowych Mikroelektroniki Hybrydowej i Rezystorów w Krakowie (obecnie ITE – Kraków), FSE TAMEL w Tarnowie.
Od 2008 jest członkiem Zespołu Interdyscyplinarnego ds. Współpracy z Zagranicą przy Ministerstwie Nauki i Szkolnictwa Wyższego. Był członkiem sekcji Elektroniki Komitetu Badań Naukowych. Członek lub przewodniczący komitetów naukowych konferencji: IEEE, ICSES, IMAPS, MIXDES, ELTE, NTI. Kierownik kilkunastu projektów MNiSzW, NCBiR, NCN, Komisji Europejskiej, NATO. Jest autorem lub współautorem ok. 300 publikacji naukowych, 3 monografii, w tym jednej wydanej w Wielkiej Brytanii oraz 4 patentów. Jeden z nich otrzymał złoty medal na targach Innowacji w Brukseli w 2011 r. Jest promotorem ukończonych ponad 300 prac magisterskich lub inżynierskich i 9 doktoratów. Otrzymał wiele nagród za działalność naukową i dydaktyczną. Jest odznaczony Złotym Krzyżem Zasługi, Medalem Komisji Edukacji Narodowej i Krzyżem Kawalerskim Orderu Odrodzenia Polski.
Żonaty, ma córkę (lekarz) i syna (inżynier elektronik). Uprawia łyżwiarstwo, turystykę górską, fotografię, interesuje się jazzem.